# Ragnar Granit
Ragnar Arthur Granit (Riihimäki, Finlandia, 30 de octubre de 1900 - Estocolmo, Suecia, 12 de marzo de 1991) fue un científico finlandés que ganó el Premio Nobel de Fisiología o Medicina en 1967 junto con Haldan Keffer Hartline y George Wald.«por sus descubrimientos sobre los procesos fisiológicos visuales primarios en el ojo».
Granit se graduó en 1927 de la Facultad de Medicina de la Universidad de Helsinki, Finlandia. Cuando Finlandia empezó a recibir los masivos ataques soviéticos en 1940 durante la Guerra de Invierno (1939–1940), Granit solicitó refugio y prosiguió pacíficamente sus estudios de investigación en la vecina capital de Suecia, Estocolmo, a la edad de 40.
En el mismo año, 1940, Granit también recibió la ciudadanía sueca, lo que le facilitó su trabajo porque podía investigar sin el temor de la guerra, la cual duró hasta 1945 en Finlandia. Granit recordado como un patriota finlandés durante la totalidad su vida. Después de terminada la Segunda Guerra Mundial, Granit conservó sus hogares en Finlandia y Suecia.
Granit dijo que el Premio Nobel "era 50-50 de Finlandia y Suecia".